# Charles Eugène de Bernier de Pierrevert
Pour les articles homonymes, voir de Bernier de Pierrevert.
Charles Eugène de Bernier de Pierrevert (né à Pierrevert dans les Alpes-de-Haute-Provence en 1751 et mort au XIXe siècle) est un prêtre catholique français.

## Biographie

### Origines familiales
Issu d'une famille originaire du Piémont italien, passée en France à la fin du XVe siècle, Charles Eugène de Bernier de Pierrevert est le second fils de Paul Auguste de Bernier de Pierrevert, lieutenant des maréchaux de France, et de son épouse Euphrosine Madeleine de Suffren de Saint-Tropez, sœur du bailli de Suffren. Né en 1751 au château de Pierrevert, il a sept frères et sœurs.
Il est docteur en Sorbonne, chanoine de l'église de Forcalquier, puis vicaire général du  diocèse d'Aix, et de Sisteron. Député de l'Assemblée générale du clergé de France en 1775, qui s'ouvrit à Paris au Couvent des Grands-Augustins, le 3 juillet, pour s'achever le 13 décembre. Les présidents furent l'archevêque-pair de Reims, cardinal Charles-Antoine de La Roche-Aymon (1697-1777), trois autres archevêques et quatre évêques auxquels l'archevêque de Paris monseigneur Christophe de Beaumont (1703-1781), fut prié de s'adjoindre. 
Au cours de cette assemblée on ne manque pas de revenir sur le problème des hérétiques: « Dans l'assemblée de 1775 les conditions générales ont changé. Louis XV, auteur de la Déclaration de 1724, a disparu ; Louis XVI le remplace. La cérémonie du sacre vient d'avoir lieu et les évêques ne manquent pas de rappeler au souverain que dans le serment de sacre figure toujours la clause «d'exterminer les hérétiques». Le roi répond à ces remontrances solennelles qu'il n'est pas «dans la disposition d'accorder aucune faveur ou protection à la religion prétendue réformée, et que les bruits qui peuvent courir à ce sujet sont sans fondement, n'ayant même été fait à Sa Majesté à cet égard aucune proposition» ».
En 1776, il est nommé prieur de la maison Sorbonne, charge confiée à un ancien bachelier associé. Le prieur présidait les assemblées de la Société, les actes des Robertines et les soutenances de thèse sorbonique de la licence dont il faisait l'ouverture et la clôture. Il était le gardien des clefs et signait les actes en premier. Le roi Louis XVI, le nomme en 1784 abbé commendataire de l' abbaye de Mazan poste qu'il gardera jusqu'à la fermeture de l'établissement en 1790, chassé par la Révolution française. 

### Armoiries
- « D'azur à trois pals d'argent, et un écusson de gueules brochant posé en cœur chargé d'un lion d'argent armé et lampassé de gueules »[4].
- Devise : « Hostium terror tutarur amicos ».